# Discos en català publicats el 2006
Aquestos són els discos i treballs musicals en català publicats al llarg de l'any 2006, classificats per ordre alfabètic.
| Disc             | Grup o cantant   | Discogràfica | Comentari                                                       |
| ---------------- | ---------------- | ------------ | --------------------------------------------------------------- |
| Bona sort        | Narcís Perich    | Discmedi     |                                                                 |
| Elèctric Vailets | Elèctric Vailets |              | Enregistrat com a premi al concurs musical Ciutat de Granollers |
| Garrotades       | La Gossa Sorda   | Autoedició   | Es publica l'1 de març de 2006                                  |